# عائلة باسكوال دوارت (رواية)
عائلة باسكوال دوارتي (بالإسبانية: La familia de Pascual Duarte) هي رواية للكاتب الإسباني كاميلو خوسيه ثيلا الحائز على جائزة نوبل للأدب 1989، نشرها عام 1942. وتدخل هذه الرواية ضمن أفضل مائة رواية كتبت بالإسبانية في القرن العشرين ضمن احصائية قامت بها صحفية الموندو الإسبانية. وتنتمي إلى النوع الأدبي التهويل، والذي يرتبط بالتقليد الواقعي الإسباني مثل الرواية البيكارسكية والمدرسة الطبيعية في القرن التاسع عشر والرواية الاجتماعية في الثلاثينات.

## شخصيات الرواية
- باسكوال دوارتي: الراوي والبطل، شخصيته معقدة، تتأرجح بين العنف والبحث عن الخلاص، ويُظهر ندمًا متأخرًا على بعض أفعاله.
- روزاريو دوارتي: شقيقة باسكوال، تمثل الجانب الإنساني في حياته.
- الأم: امرأة قاسية، مدمنة على الكحول، تفتقر إلى العاطفة.
- استيبان دوارتي: والد باسكوال، عنيف ومجرم سابق.
- ماريو: الأخ الأصغر، وُلد مشوهًا وتعرض للإهمال.
- لولا: زوجة باسكوال الأولى.
- الاستيرايو (Paco López): عشيق روزاريو ولولا، شخصية مستفزة ومغرورة، يُثير غضب باسكوال الذي يقتله لاحقًا.
- إنغراسيا: القابلة والعرافة، تلعب دورًا في لحظات الولادة والمآسي، وتُجسّد الحكمة الشعبية.
- إسبيرانثا: الزوجة الثانية لباسكوال، أكثر هدوءًا، وتُرافقه في نهاية حياته.[4]

## اقتباسات من الرواية
"أنا، سيدي، لست شريرًا، رغم أنني لا أفتقر إلى الأسباب لأكون كذلك. كلنا نولد بنفس الجلد، لكن القدر يُشكّلنا كما لو كنا من شمع، ويقودنا في طرق مختلفة نحو نفس النهاية: الموت."
"يقولون إن السمك يموت من فمه، ويقولون أيضًا إن من يتكلم كثيرًا يخطئ كثيرًا، وإن الفم المطبق لا يدخله الذباب."
"من المحزن أننا نحن البشر لا نعرف أبدًا إلى أين تمضي بنا أفراحنا، فلو عرفنا لكنا وفرنا دون شك هذا الانزعاج أو ذاك."
"تصورتُ أن قلبي تلفّت في صدري، التفاتة القلب هذه التي تحدث كلّما وقعنا على الأكيد، على ما ليس منه بد."

"ما من كراهية أشد من تلك التي تكون بين أفراد الدم الواحد، لأننا نكره أكثر من يشبهنا."

## أسلوب الرواية
تُعد من أبرز أعمال الأدب الإسباني الحديث حيث أسست الرواية لما يُعرف بـ"الواقعية القاسية" (tremendismo). يتميز أسلوب الرواية بالسرد الاعترافي القاتم، إذ يروي البطل مذكراته من داخل السجن بلغة مباشرة وجافة تعكس قسوة الحياة الريفية في إسبانيا ما بعد الحرب الأهلية. تتبنى الرواية بنية سردية مركبة، تشمل تعدد الأصوات الروائية من خلال الناسخ والمراسلات، وتوظف تقنيات مثل الزمن غير الخطي والتكرار الإيقاعي، مما يُضفي على النص طابعًا نفسيًا وتأمليًا. كما يستخدم الكاتب رموزًا قوية مثل "السكين" و"الريح" للتعبير عن القدر والعنف، ويُبرز من خلال أسلوبه التوتر بين الإنسان ومصيره المحتوم، مما جعل الرواية علامة فارقة في تطور السرد الإسباني المعاصر.

## روابط خارجية
- عائلة باسكوال دوارتي على موقع الموسوعة البريطانية (الإنجليزية)